# 平川沙英
平川 沙英（ひらかわ さえ、1995年1月2日-）は、元フリーアナウンサー。ボイスワークスに所属していた。大阪府池田市出身。

## 来歴
大阪府池田市出身。國學院大學文学部在籍中の2016年7月にTOKYO MX『TOKYO MX NEWS 高校野球ハイライト』で大学生キャスターとして1ヶ月間担当。
2017年4月よりNHK福島放送局に契約キャスターとして入局。夕方の地域情報番組「はまなかあいづToday」を2年間担当。
2019年3月末でNHK福島放送局を退局。4月よりテレビ埼玉（テレ玉）の契約アナウンサーとなった。
2022年3月末でテレ玉アナウンサーを退任。フリーアナウンサーを辞めて会社員へ転職した。

## 担当していた番組

### 過去
- NHK福島放送局
  - はまなかあいづToday キャスター（2017年4月 - 2019年3月）
  - テレビ・ラジオニュース
  - 夏の高校野球100回大会 アルプススタンドリポート
  - 高校野球福島大会 スタンドリポート
- J SPORTS
  - MLBレビュー座談会 スタジオアシスタント
- 千葉テレビ放送
  - 高校バスケットボール千葉県大会決勝 中継リポーター
- TOKYO MX
  - TOKYO MX NEWS 高校野球ハイライト キャスター（2016年7月3日 - 7月31日）
  - 全国高等学校野球選手権東東京大会・西東京大会開会式 中継リポーター、インタビュアー
- 文化放送
  - 文化放送ライオンズナイター スコアラー
  - 箱根駅伝中継 取材、中継現場アシスタント
- 日本テレビ放送網
  - news every. every.特集 再現VTR
- テレビ埼玉
- ニュース1155（2020年4月 - 2022年3月）
  - 木・金曜キャスター（2020年4月〜2021年3月19日）
  - 平日キャスター（2021年3月22日〜3月31日）
  - 月〜木曜キャスター（2021年4月1日〜4月15日）
  - 月〜木曜キャスター（2021年5月30日〜2022年3月）
※2021年3月22日から同年4月16日まで、特別体制で全曜日を担当していたが[6][7]、同年4月1日からは月〜木曜日を担当していた。
- ニュース545（2019年4月 - 2021年3月）
  - 金曜キャスター（2019年4月〜2020年3月）
  - 月・水曜キャスター（2020年4月〜2021年3月19日）
- ニュース930（2020年4月 - 2022年3月）
  - 月・水曜キャスター（2020年4月〜2021年3月19日）
  - 月〜木曜キャスター（2021年4月19日〜5月27日）
- 埼玉ビジネスウォッチ（2020年4月 -　2022年3月、MC）
- ニュース930plus（2019年4月 - 2020年3月、キャスター）
- ウィークエンドニュース サタデー・サンデー（2019年4月 - 2020年3月、キャスター）
- TVSライオンズアワー（2021年4月27日、リポーター[8]）